# Le Jour le plus long (livre)
Pour l’article homonyme, voir Le Jour le plus long.
Le Jour le plus long (titre original : The longest day) est un récit historique du journaliste irlando-américain Cornelius Ryan, paru en 1959. Il s'agit du véritable premier ouvrage sur le débarquement de Normandie qui a touché un public important (10 millions de livres vendus dans 18 langues).
Ce best-seller disparaît rapidement de la conscience publique aux États-Unis, en raison de l'antimilitarisme consécutif à la Guerre du Viêt Nam qui se développe dans le pays durant les années 1960 à 1980.

## Inspiration
L'expression traduite par « le jour le plus long » serait du maréchal Erwin Rommel et daterait du 22 avril 1944 lors de son inspection du mur de l'Atlantique, lorsque le Generalfeldmarschall allemand dit à son aide de camp, Hauptmann Helmuth Lang : 

« La guerre sera gagnée ou perdue sur ces plages. Nous n'avons qu'une seule chance de repousser l'ennemi, et c'est quand il sera dans l'eau, barbotant et luttant pour venir à terre. Nos renforts n'arriveront jamais sur les lieux de l'attaque et ce serait folie que de les attendre. La Hauptkampflinie [ligne principale de résistance] sera ici. Toutes nos forces doivent se trouver le long des côtes. Croyez moi, Lang, les premières vingt-quatre heures de l'invasion seront décisives... Pour les Alliés, comme pour l'Allemagne, ce sera le jour le plus long. »

## Enquête
Destiné pour paraître en 1954 lors de la commémoration du dixième anniversaire de Débarquement de Normandie, l'ouvrage est finalement édité en 1959, après 9 ans d'enquête auprès de 49 correspondants de guerre et de milliers de personnes. Ray collecte avec l'aide d'une équipe d'enquêteurs du Reader’s Digest plus de 3 000 témoignages parmi les soldats (Alliés et Allemands) et les civils qui ont reçu des questionnaires à remplir, et ont été sélectionnés en fonction de leurs souvenirs et anecdotes personnels, des phrases de leur journal.

## Récit historique
Durant la Seconde Guerre mondiale, le journaliste anglo-américain Cornelius Ryan est correspondant de guerre pour The Daily Telegraph. « Au moment où sont publiés les travaux de Cornelius Ryan, le Débarquement de Normandie est encore récent et le ton du livre est clairement épique. L’admiration de l’auteur tant pour les hommes qui ont participé à cette opération que pour les pays qui en sont à l’origine est explicite. À cela s’ajoute le fait que le mode de narration choisi se prête grandement à mythifier le récit ».

## Adaptation
Ce best-seller est adapté sur grand écran en 1962, donnant lieu à un film à grand succès, Le Jour le plus long réalisé par Ken Annakin, Andrew Marton, Bernhard Wicki, Gerd Oswald et Darryl F. Zanuck.